# Ro-25
Ro-25 (呂号第二十五潜水艦) — підводний човен Імперського флоту Японії. До введення у Японії в першій половині 1920-х років нової системи найменування підводних човнів мав назву «Підводний човен № 43» (第四十三潜水艦).
«Підводний човен № 43», який належав до типу Kaichū III, спорудили у 1921 році на корабельні ВМФ у Сасебо. По завершенні корабель класифікували як належний до 2-го класу та включили до складу 22-ї дивізії підводних човнів, що належала до військово-морського округу Сасебо.
19 березня 1924-го під час флотських навчань за кілька миль від Сасебо легкий крейсер «Тацута» таранив «Підводний човен № 43» в районі бойової рубки. Субмарина затонула на глибині 48 метрів, при цьому на борту залишались вцілілі моряки, з якими вдалось встановити зв'язок через телефонний апарат, що сплив на поверхню. Втім, надати їм якусь допомогу виявилось неможливим і за 10 годин підводники загинули від задухи (всього на «Підводному човні № 43» потонуло 45 осіб). 25 квітня корабель підняли та після проведення ремонту він повернувся на службу 4 травня 1925-го.
1 листопада 1924-го «Підводний човен № 43» перейменували на Ro-25.
1 квітня 1936-го Ro-25 виключили зі списків ВМФ та призначили на злам.